# 銀山

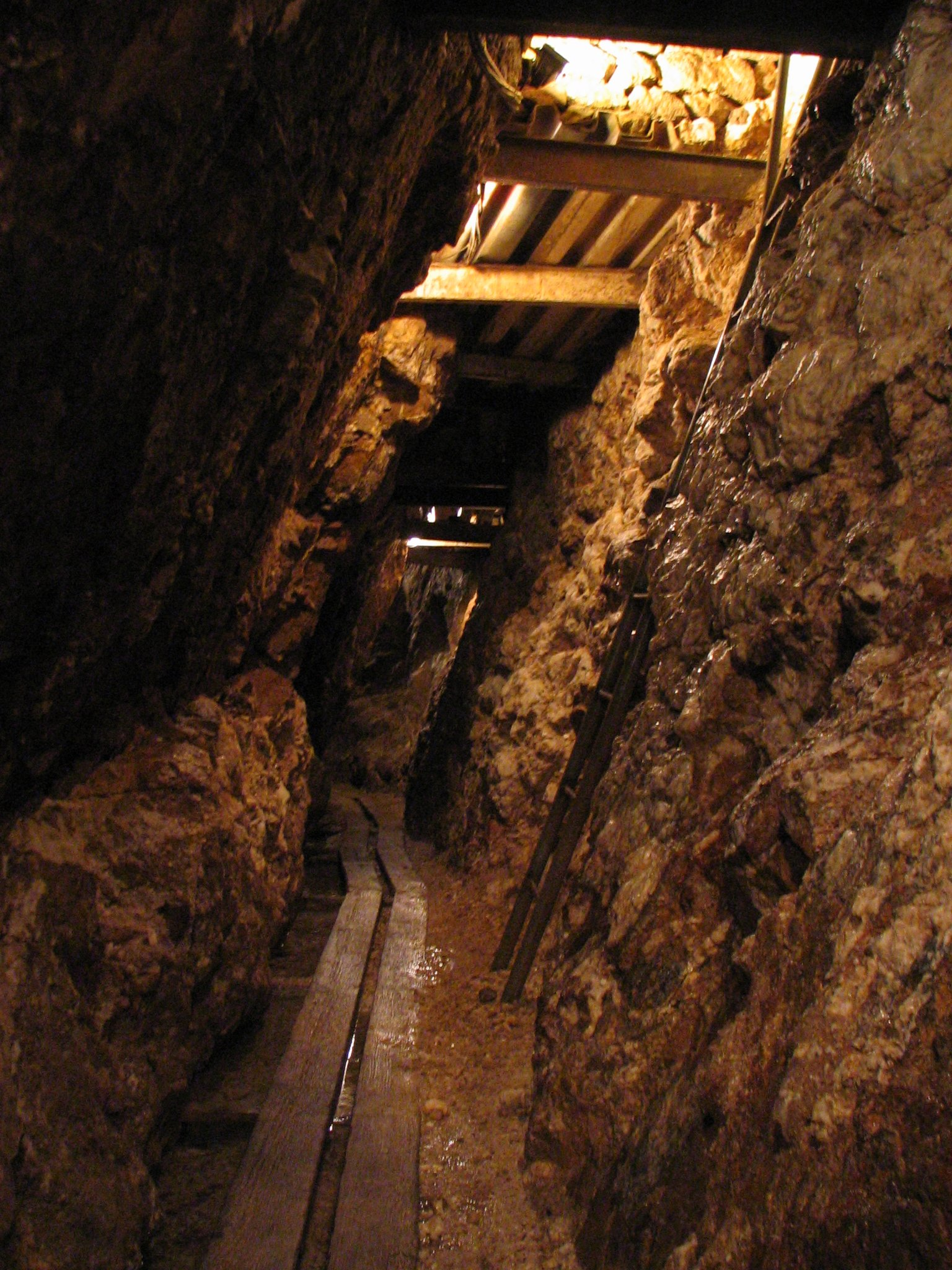
ドイツ、バーデン＝ヴュルテンベルク州 シュグゲンタール（フライブルク・イム・ブライスガウ近く）の地下銀鉱山

銀山（ぎんざん、silver mine）とは、銀鉱石を産出する鉱山のこと。

## 概要
自然銀の他、銅、鉛、亜鉛、硫黄、砒素、金などとの化合物またはそれらの鉱石の混在物として銀が取り出される。黄銅鉱および方鉛鉱などに銀鉱物（濃紅銀鉱、輝銀鉱など）を含むもの、石英中に自然銀および輝銀鉱などが脈をなす銀黒（ぎんぐろ）などが存在する。これらの大部分が地下の金属を溶解した熱水の作用により生成した熱水鉱床であり、造山帯周辺に位置することが多い。
金山は砂金採集など比較的小規模な経営形態から稼行が可能であるが、銀山については多くの場合、大規模な坑道の開発が不可欠であり、より強大な国家権力と、高い製錬技術を必要とする。

## 歴史
紀元前4千年紀後期のメソポタミアとエジプトの、ともに先王朝時代（ウルク文化、エジプト先王朝時代）末期の土層から銀製品が出土しているため、その頃までには銀の採掘が行われていたと考えられる。

### 西洋
古代の銀山は、アナトリア半島、イベリア半島、アッティカ地方、グレートブリテン島、カルパティア山脈、アイフェル山地のものが知られる。
西ヨーロッパではフッガー家がチロル地方の銀山からの収益により、神聖ローマ皇帝や教皇に対して多大な影響力を行使した。しかしスペインが新大陸の征服領土でサカテカスやポトシの巨大な銀鉱脈を開発すると、世界的な銀価値の暴落が起こり、フッガー家も打撃を被っている。

### 日本
『日本書紀』天武天皇3年（674年・7世紀末）の記述として、対馬国司守 忍海造大国（おしぬみのみやつこおおくに）が、「この国で初めて銀が出ましたので、たてまつります」と報告してきたのが、文献上の国産銀の初見であり、飛鳥時代から銀が産出されるようになった（どの山かの記述はなし）。これにより大国は小錦下の位を授けられた。この国産初の銀は全て神々にたてまつり、小錦以上の大夫たちにも普（あまね）くそれを賜ったとある。
中世ごろは金、銅とならんで貴重な輸出資源であって、金山、銅山同様多くの場合時の権力者が直轄するという形を取っている。日本では天領となった石見銀山（島根県）、生野銀山（兵庫県）が有名。
戦国時代になると銀山をめぐっての争いを生んでいる。豊臣政権時代には銀山は金山とともに直轄領となり、政権の運営資金とされた。銀山より山出しされた灰吹銀は、極印が打たれ秤量貨幣として大口取引に使用された。これらは領国貨幣と呼ばれ、江戸幕府による丁銀の発行まで、貨幣として重要な役割を果たした。

#### 日本でかつて採掘された主な銀山
- 対馬銀山
- 石見銀山
- 蒲生銀山
- 生野銀山
- 多田銀山
- 佐渡金山（鶴子銀山,大須銀山）（金より銀の産出量が圧倒的に多い）
- 上田銀山
- 院内銀山
- 延沢銀山

現在日本での銀の産出は、金鉱山である菱刈鉱山で金の副産物として銀が産出する程度である。

## 現代の銀山
2016年における全世界の銀産出量は885.8 Moz（百万トロイオンス）、27,551トンであり、産出量上位10位までの銀山は以下の通りである。
| 銀山        | 所属国         | 産出量 （Moz） | 鉱石品位 （10-6） | 採掘法   |
| ----------- | -------------- | -------------- | ----------------- | -------- |
| Saucito     | メキシコ       | 21.95          | 313               | 坑道掘り |
| Escobal     | グアテマラ     | 21.19          | 351               | 坑道掘り |
| Dukat       | ロシア         | 19.80          | 367               | 坑道掘り |
| Cannington  | オーストラリア | 18.24          | 207               | 坑道掘り |
| Antamina    | ペルー         | 18.07          | 11                | 露天掘り |
| Penasquito  | メキシコ       | 17.90          | 30                | 露天掘り |
| Uchucchacua | ペルー         | 16.21          | 445               | 坑道掘り |
| Fresnillo   | メキシコ       | 15.87          | 297               | 坑道掘り |
| Pirquitas   | アルゼンチン   | 10.42          | 145               | 露天掘り |
| Garpenberg  | スウェーデン   | 9.71           | 97                | 坑道掘り |

2017年における全世界の銀産出量は852.1 Moz、26,502トンであり、産出国上位は以下の通りである。
| 国             | 産出量 （Moz） |
| -------------- | -------------- |
| メキシコ       | 196.4          |
| ペルー         | 147.5          |
| 中国           | 112.6          |
| ロシア         | 42.0           |
| チリ           | 40.5           |
| ボリビア       | 40.0           |
| ポーランド     | 39.5           |
| オーストラリア | 35.4           |
| アメリカ       | 33.7           |
| アルゼンチン   | 25.6           |
| カザフスタン   | 19.0           |
| インド         | 16.9           |
| スウェーデン   | 15.5           |
| カナダ         | 12.7           |
| グアテマラ     | 11.6           |
| インドネシア   | 11.5           |
| モロッコ       | 10.9           |
| トルコ         | 5.5            |
| アルメニア     | 5.0            |
| イラン         | 3.6            |
| その他の国     | 26.8           |
| 計             | 852.1          |